# Real Madrid Club de Fútbol 2006-2007
Questa voce raccoglie le informazioni riguardanti il Real Madrid Club de Fútbol nelle competizioni ufficiali della stagione 2006-2007.

## Stagione
Nell'estate del 2006 la squadra madridista fu affidata a Fabio Capello, di nuovo allenatore del Real Madrid dopo dieci anni. Il tecnico italiano portò in Spagna dalla Juventus il difensore Fabio Cannavaro e il centrocampista Emerson, mentre in attacco continuava a essere Ruud van Nistelrooy il punto di riferimento.
I blancos si aggiudicarono il campionato all'ultima giornata, ma in Coppa del Re uscirono già agli ottavi di finale, contro il Real Betis, e in UEFA Champions League ancora agli ottavi di finale, contro il Bayern Monaco. Capello fu esonerato circa un mese dopo la fine della stagione.

## Rosa
| N. |                    | Ruolo | Calciatore       |
| -- | ------------------ | ----- | ---------------- |
| 1  | Spagna (bandiera)  | P     | Iker Casillas    |
| 2  | Spagna (bandiera)  | D     | Míchel Salgado   |
| 3  | Brasile (bandiera) | D     | Roberto Carlos   |
| 4  | Spagna (bandiera)  | D     | Sergio Ramos     |
| 5  | Italia (bandiera)  | D     | Fabio Cannavaro  |
| 6  | Mali (bandiera)    | C     | Mahamadou Diarra |
| 7  | Spagna (bandiera)  | A     | Raúl (capitano)  |
| 8  | Brasile (bandiera) | C     | Emerson          |
| 9  | Brasile (bandiera) | A     | Ronaldo          |
| 10 | Brasile (bandiera) | A     | Robinho          |
| 11 | Brasile (bandiera) | D     | Cicinho          |
| 12 | Brasile (bandiera) | D     | Marcelo          |
| 13 | Spagna (bandiera)  | P     | Diego López      |
| 14 | Spagna (bandiera)  | C     | Guti             |
| 15 | Spagna (bandiera)  | D     | Raúl Bravo       |

| N. |                        | Ruolo | Calciatore          |
| -- | ---------------------- | ----- | ------------------- |
| 16 | Argentina (bandiera)   | C     | Fernando Gago       |
| 17 | Paesi Bassi (bandiera) | A     | Ruud van Nistelrooy |
| 18 | Italia (bandiera)      | A     | Antonio Cassano     |
| 19 | Spagna (bandiera)      | C     | José Antonio Reyes  |
| 20 | Argentina (bandiera)   | A     | Gonzalo Higuaín     |
| 21 | Spagna (bandiera)      | D     | Iván Helguera       |
| 22 | Spagna (bandiera)      | D     | Francisco Pavón     |
| 23 | Inghilterra (bandiera) | C     | David Beckham       |
| 24 | Spagna (bandiera)      | D     | Álvaro Mejía Pérez  |
| 25 | Spagna (bandiera)      | D     | Óscar Miñambres     |
| 26 | Spagna (bandiera)      | C     | Javi García         |
| 27 | Spagna (bandiera)      | C     | Rubén de la Red     |
| 36 | Spagna (bandiera)      | C     | Miguel Ángel Nieto  |
| 38 | Spagna (bandiera)      | D     | Miguel Torres Gómez |
| 39 | Spagna (bandiera)      | C     | Borja Valero        |